# Poison (film, 2023)
Poison är en amerikansk komedifilm som hade premiär på Netflix den 30 september 2023. Filmen är regisserad av Wes Anderson, och baserad på Roald Dahls berättelse.

## Handling
Filmen kretsar kring en man som hittar en sovande giftorm i sin säng.

## Rollista (i urval)
- Ralph Fiennes
- Benedict Cumberbatch
- Ben Kingsley
- Dev Patel